# 尼尔盖尔谢
尼尔盖尔谢，是匈牙利索博尔奇-索特马尔-贝拉格州所辖的一个村。总面积27.61平方公里，总人口1081，人口密度39.2人/平方公里（2011年1月1日）。